# Tatiana Kóniujova
Tatiana Gueórguievna Kóniujova (Taskent, 12 de noviembre de 1931 - 2 de abril de 2024) fue una actriz rusa.
Estudió en la Universidad Panrusa Guerásimov de Cinematografía.

## Premios
- Orden de la Insignia de Honor
- 1964, Artista de Honor de la RSFSR
- 1970, Medalla Conmemorativa por el Centenario del Natalicio de Lenin
- 1991, Artista del Pueblo de la RSFSR
- 1997, Medalla Conmemorativa del 850 Aniversario de Moscú.